# Domus de Janas von Corona Moltana

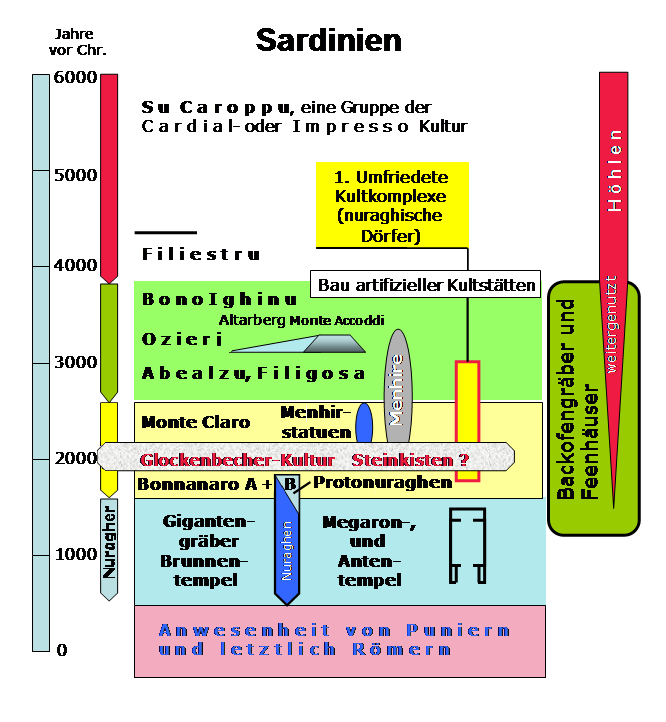
Kulturenfolge auf Sardinien

Die Domus de Janas von Corona Moltana in Sa Seas bei Bonnanaro in der Metropolitanstadt Sassari auf Sardinien wurden im Jahre 1889 von Antonio Taramelli (1868–1939) entdeckt und ausgegraben. Er fand sechs (fünf noch erhaltene) Domus de Janas (deutsch „Häuser der Feen“), auch als Necropoli ipogeica bezeichnete Felsgräber, die in den Kalkstein gehauen waren, von denen einige noch intakte Bestattungen enthielten.

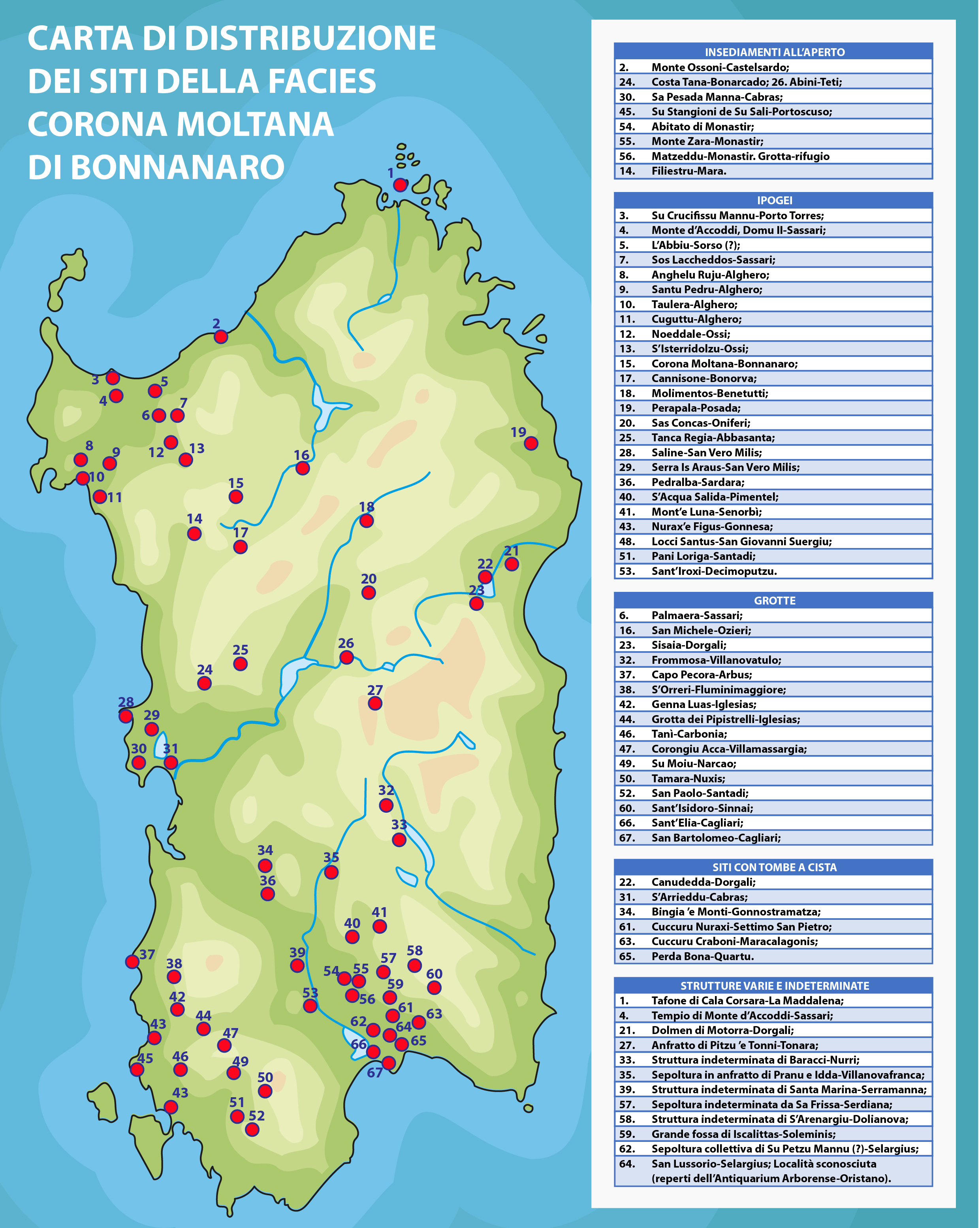
Verteilung der Facies Corona Moltana

Diese Domus de Janas stehen am Anfang elementarer planimetrischer Entwicklung. Vier von ihnen bestehen aus einer einzelnen Kammer, die von oben oder durch einen kurzen horizontalen Gang (Dromos) zugänglich sind. Domus 1, die wichtigste und am besten erhaltene Anlage, besteht aus zwei Kammern. Der rechteckige Vorraum von 3,9 × 2,7 m und 1,5 m Höhe, hat ein schräges Dach. Ein Durchgang in der Rückwand mit dekorativen Ornamenten führt zur Hauptkammer, die in diesem ungewöhnlichen Fall kleiner als die Vorkammer ist (3,1 × 1,8 × 0,5 m). Sie hat einen unregelmäßigen Grundriss und hat acht halbkugelförmige Schälchen an der Basis der Wände. In der Kammer wurde eine intakte Doppelbestattung und ein Satz aus 18 Vasen und ein Bronzering gefunden. 
Die Besonderheit der Nekropole bestand in der bisher unbekannten Keramik, deren Typ die Bonnanaro-Kultur begründete, die sich von anderen sardischen prähistorischen Kulturen unterschied und in chronologischer Reihenfolge auf den Beginn des 2. Jahrtausends (1800–1500 v. Chr.), also kurz vor der die ganze Insel bedeckenden Nuraghenkultur, festgelegt wurde. Ein spezieller Brauch dieser Kultur, den es nur dank der Entdeckung dieser versiegelten Gräber möglich war zu entdecken, war die Trepanation, ein Brauch, den sie von der vorausgegangenen Glockenbecherkultur übernahm.
Die Domus de Janas sind derzeit in einem schlechten Zustand aufgrund der natürlichen Abplatzungen des Kalksteins.